# Kurt Herrmann (Politiker)
Kurt Herrmann (* 2. April 1903 in Berlin; † 12. Juli 1950 in Rostock) war ein deutscher Politiker (LDP). Er war Ost-Berliner Stadtrat und Abgeordneter der Volkskammer der DDR.

## Leben
Herrmann war nach dem Studium als Diplom-Ingenieur in verschiedenen Betrieben tätig. Ab 1945 war er Kreisvorsitzender der LDP in Berlin-Treptow. Am 12. Dezember 1946 wurde er Mitglied des Bezirksamtes Treptow und Leiter des Arbeitsamtes. Er gehörte dem Vorstand des Ständigen Ausschusses für Einheit und gerechten Frieden an. 
Im Mai 1948 wurde er von der LDP-Arbeitsgemeinschaft im Ostsektor Berlins, die in Opposition zum Berliner LDP-Landesverband unter Carl-Hubert Schwennicke stand, in den kommissarischen Vorstand gewählt und zusammen mit dem Leiter der „Landesgruppe Berlin“, Reinhold Schwarz, mit der Organisation einer Delegiertenwahl und anschließenden Vorstandswahl beauftragt. Im Juni 1948 wurde er von der Delegiertenversammlung der LDP-Arbeitsgemeinschaft Berlin zum Schatzmeister gewählt.
Bei der Bildung des Magistrats von Groß-Berlin im sowjetischen Sektor am 30. November 1948 übernahm er als Stadtrat die Abteilung Städtische Betriebe. Nach der Strukturänderung der Verwaltung im Jahr 1950 wurde er Leiter der Abteilung Handel und Versorgung. Im Mai 1949 wurde er Mitglied des 2. Volksrates der SBZ und nach Gründung der DDR im Oktober 1949 der Provisorischen Volkskammer der DDR.
Herrmann starb im Alter von 47 Jahren während eines Urlaubes an den Folgen einer Operation.